# Иван Кашинцев
Иван Николаевич Кашинцев (на руски: Иван Николаевич Кашинцев) с псевдоними Калина, Радославов, Сибирук, И. К., К-в, И. Къ., Н. К. е руски журналист и преводач.

## Биография
Иван Кашинцев е роден през 1860 година в Купянск, Русия. Завършва гимназия и следва медицина в Харков. Става член на Народна воля. Заради революционна дейност е арестуван и заточен за 8 години. Емигрира последователно в Париж и Лондон, като изпраща дописки до вестник „Прогрес“ в Татар Пазарджик. През 1894 година се установява в България, където започва работа в Дирекцията на пощите, а между 1895 и 1899 година е поддиректор на Народната библиотека в София. През 1900 година отново започва работа в пощите на длъжност, на която остава до края на живота си.
Поддържа връзки с руски емигранти, дейци на революционното движение в Македония и Одринско, журналисти, писатели и политици. Със своите материали запознава руската и въобще чуждата публика с положението на неосвободеното българско население и неговите революционни борби. Приема българско поданство с официалното име Иван Николаевич Калина. Синът му участва в Балканските войни като редовен войник и като офицер в Първата световна война.